# Pic Sacajawea
Le pic Sacajawea est le point culminant des monts Wallowa, dans le Nord-Est de l'État de l'Oregon, aux États-Unis. Il se situe dans la réserve intégrale Eagle Cap (en) et la forêt nationale de Wallowa-Whitman.

## Géographie
Du haut de ses 2 999 m d'altitude, il est le point culminant des monts Wallowa et le 6e plus haut de l'Oregon. Sa hauteur de culminance est de 1 944 m, ce qui en fait l'une des plus élevées des États-Unis et la deuxième de l'Oregon derrière le mont Hood.

## Histoire
Le pic Sacajawea tient son nom de Sacagawea, la femme Shoshone qui accompagnait l'expédition Lewis et Clark.